# Francesco Primerano
Francesco Primerano (Sambiase, 31 maggio 1915 – 23 gennaio 1961) è stato un politico italiano.

## Biografia
Esponente del Partito Comunista Italiano, e consigliere comunale di Nicastro e consigliere provinciale a Catanzaro.
Nel 1958 viene eletto senatore nella III Legislatura nella Circoscrizione Calabria; muore nel gennaio 1961 durante il suo mandato di parlamentare, venendo sostituito dal collega Salvatore De Simone.